# Metre
El metre (m) és la unitat fonamental de longitud del Sistema Internacional de pesos i mesures. Originàriament definit com la deumilionèsima part de la distància des de l'equador de la Terra al pol Nord, la seva definició s'ha refinat al llarg del temps, i des de 1983 s'ha definit com la longitud que recorre la llum en el buit en un interval de temps d'1/299 792 458 segons, de manera que també és la base per definir la velocitat de la llum.

## Múltiples i submúltiples
Es poden utilitzar prefixos per anomenar múltiples o submúltiples del metre.
| Factor | Nom                  | Símbol |  | Factor | Nom        | Símbol |
| 10−1   | decímetre            | dm     |  | 10¹    | decàmetre  | dam    |
| 10−2   | centímetre           | cm     |  | 10²    | hectòmetre | hm     |
| 10−3   | mil·límetre          | mm     |  | 103    | quilòmetre | km     |
| 10−6   | micròmetre           | µm     |  | 10⁶    | megàmetre  | Mm     |
| 10−9   | nanòmetre            | nm     |  | 10⁹    | gigàmetre  | Gm     |
| 10−12  | picòmetre            | pm     |  | 1012   | teràmetre  | Tm     |
| 10−15  | femtòmetre (o fermi) | fm     |  | 1015   | petàmetre  | Pm     |
| 10−18  | attòmetre            | am     |  | 1018   | exàmetre   | Em     |
| 10−21  | zeptòmetre           | zm     |  | 1021   | zettàmetre | Zm     |
| 10−24  | yoctòmetre           | ym     |  | 1024   | yottàmetre | Ym     |

També existeixen altres unitats relacionades amb el metre que no formen part del Sistema Internacional
- àngstrom (Å) = 10-10 m
- miriàmetre (mam), és una antiga unitat de longitud que equivalia a deu mil metres. És la distància d'una prova atlètica. (104 m)

## Història
La paraula metre prové del grec μέτρον (metron, mesura), d'aquí va passar al francès com a mètre. La seva utilització en el sentit modern d'unitat de mesura va ser introduïda pel científic italià Tito Livio Burattini a la seva obra Misura Universale del 1675 per canviar de nom a metro cattolico la mesura universal proposada pel filòsof anglès John Wilkins el 1668.
En 1668 Wilkins va fer la seva proposta de mesura universal utilitzant el suggeriment de Christopher Wren d'un pèndol amb un semiperíode d'un segon per mesurar una longitud estàndard de 997 mm de longitud que havia observat Christiaan Huygens.
Durant el segle xviii hi va haver dues tendències predominants respecte a la definició de la unitat estàndard de longitud. Una d'aquestes, seguint Wilkins, suggeria la definició del metre com la longitud d'un pèndol amb un semiperíode d'un segon. Mentre l'altra proposava una definició basada en una mesura de l'arc d'un meridià terrestre entre l'equador i el pol Nord: la deumilionèsima part de la longitud de la meitat del meridià terrestre. El 1791 l'Acadèmia Francesa de les Ciències va optar per la segona definició front la que es basava en el pèndol perquè la força de la gravetat varia significativament al llarg de la superfície de la Terra i aquesta variació afecta el període del pèndol.

Una definició primerenca del metre era de deu milions de la distància del pol a l'equador.

El metre va ser definit el 1791 per l'Acadèmia Francesa de les Ciències com a la deumilionèsima part del quadrant d'un meridià terrestre; concretament, la distància a través de la superfície de la Terra des del pol Nord fins a l'Equador passant pel meridià de París (més precisament per l'observatori de París). Aquest meridià ja havia estat mesurat amb anterioritat l'any 1669 per Jean Picard (tram París-Amiens), allargat fins a Dunkerque i Perpinyà en 1718 per Jean-Dominique Cassini (Giovanni Cassini) i revisat en 1739 per LaCaille. L'Acadèmia de Ciències va crear una comissió formada per Borda, Condorcet, Lagrange, Lavoisier, Tillet afegint-s'hi posteriorment Laplace i Monge que va encarregar a Pierre-François André Méchain (1744-1804) i Jean-Baptiste Joseph Delambre (1749-1822) efectuar les mesures geodèsiques pertinents per a calcular l'arc del meridià i poder deduir la longitud del metre. La tasca de mesura es va allargar del 1792 al 1798, entre altres raons a causa de la Guerra Gran. Aquestes mesures es van dur a terme en una primera fase entre Dunkerque i Barcelona. En concret, el meridià de París arriba al mar a la platja d'Ocata, al Masnou. En una segona fase les mesures es van prolongar fins a les Illes Balears, entre els anys 1806 i 1808. El científic nord-català Francesc Aragó, que explica en les seves memòries que va conèixer Méchain quan aquest mesurava l'arc de meridià pel Rosselló, va ser un dels membres de la segona expedició que va completar, allargant-les vers Alacant, Illa d'Eivissa i Mallorca, les mesures que van permetre confirmar aquesta primera definició. En esclatar la guerra del Francès Francesc Aragó va evitar el linxament gràcies al seu coneixement del català però es va haver de refugiar a la presó del castell de Bellver amb els seus ajudants i no van poder tornar a França fins un any més tard. El 1795, França va adoptar el metre com a unitat oficial de longitud.

### Barra prototip del metre

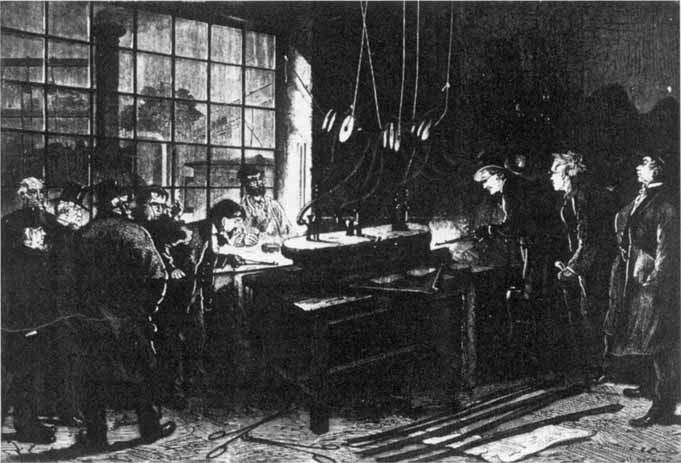
Creació del metre d'aliatge el 1874 al Conservatoire des Arts et Métiers. Hi són presents, Henri Tresca, George Matthey, Saint-Claire Deville i Debray

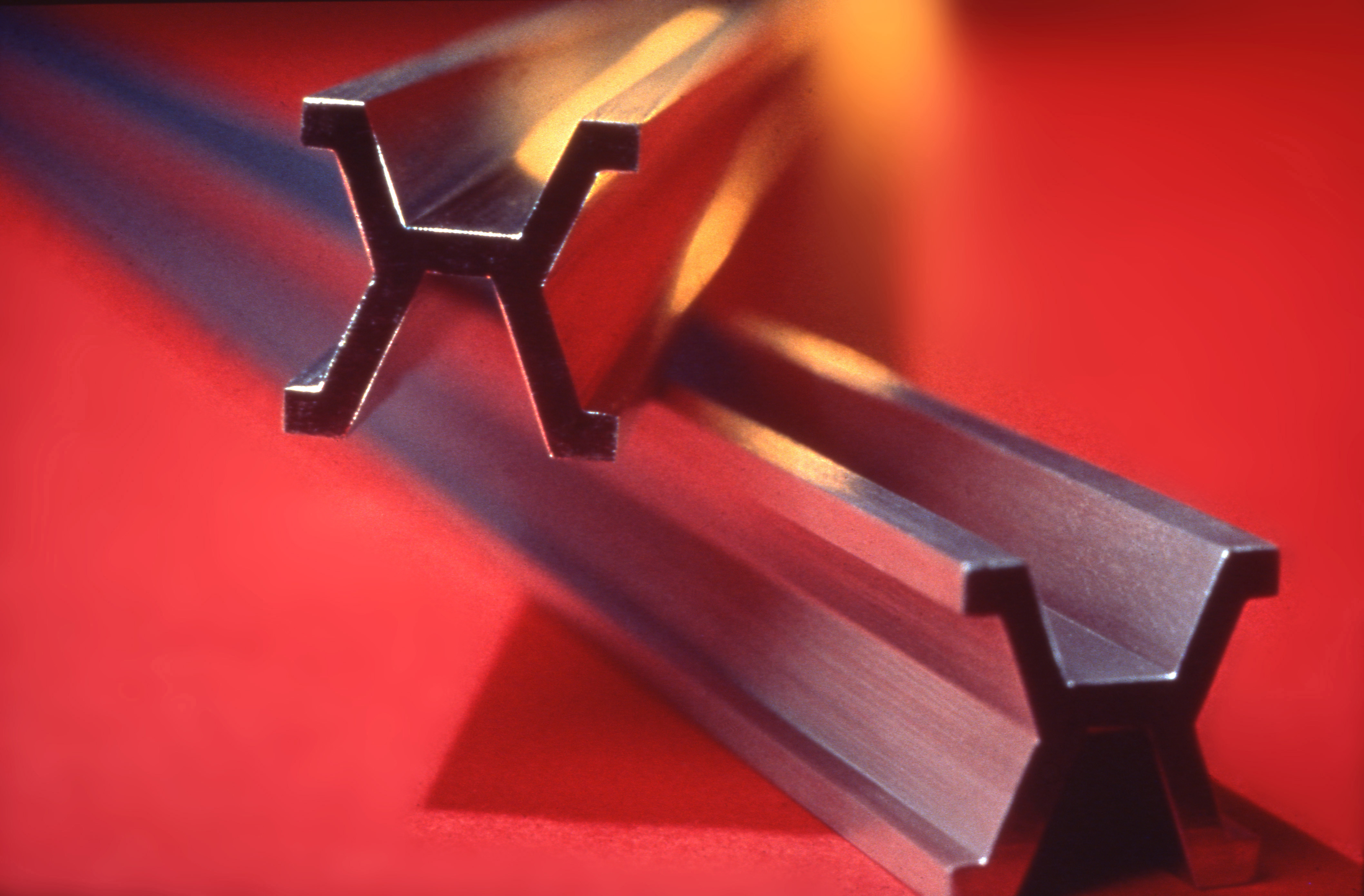
Imatge generada per ordinador de la barra prototip del metre, fet d'un aliatge de platí i iridi, que va ser la norma 1889-1960.

En la dècada de 1870 i en vistes de la precisió moderna, es va dur a terme una sèrie de conferències internacionals per a establir noves normes mètriques. La Convenció del Metre (Convention du Metre) de 1875 va ordenar l'establiment d'una Oficina Internacional de Pesos i Mesures permanent (BIPM: Bureau International des Poids et Mesures), que es va situar a Sèvres, França. Aquesta nova organització hauria de conservar el nou prototip de metro i quilogram quan es construïssin, distribuir els prototips mètrics als estats membres, i mantenir les comparacions entre ells i les normes de mesurament no mètriques. L'organització va crear una nova barra de prototip el 1889 durant la primera Conferència General de Pesos i Mesures (CGPM: Conférence Générale des Poids et Mesures), i va crear el Prototip Internacional del Metre com la distància entre dues línies en una barra estàndard composta d'un aliatge de noranta per cent platí i deu per cent iridi, mesurat en el punt de fusió del gel.
El prototip internacional original del metre encara es manté al BIPM en les condicions especificades l'any 1889. Una discussió de les mesures d'una barra de mesura estàndard i els errors trobats en la presa de les mesures es troba en un document al NIST.

### Longitud d'ona estàndard de les emissions de criptó-86
El 1893, el patró del metre es va mesurar per primera vegada amb un interferòmetre d'Albert A. Michelson, l'inventor del dispositiu i un defensor de la utilització d'algunes ones de llum particulars com un estàndard de la mesura. Durant l'any 1925, la interferometria va estar en ús regular al BIPM. No obstant això, el Prototip de Metre Internacional va seguir sent la norma fins al 1960, quan l'onzè CGPM va definir el metre en el nou Sistema Internacional d'Unitats (SI) com una mesura igual a 1.650.763,73 ones de la línia d'emissió en taronja-vermell a l'espectre electromagnètic de l'àtom de criptó-86 al buit.

### Velocitat de la llum
Per reduir encara més la incertesa, el dissetè CGPM de 1983 va substituir la definició de metre per la seva definició actual. Va fixar la longitud del metre en funció de segons i de la velocitat de la llum:
| « | El metre és la longitud del trajecte recorregut per la llum en el buit durant un interval de temps de 1⁄299,792,458 segons. | » |
| — | |   |

Aquesta definició fixa la velocitat de la llum en el buit en exactament a 299.792.458 metres per segon. Una subproducte de la definició de la 17a CGPM va ser que va permetre als científics comparar els seus làsers acuradament utilitzant freqüència, el que resulta en longituds d'ona amb una cinquena part de la incertesa involucrat en la comparació directa de longituds d'ona, gràcies al fet que els d'errors d'interferòmetres van ser eliminats. Per a facilitar encara més la reproductibilitat d'un laboratori a la 17a CGPM també va fer l'heli-neó làser de iode estabilitzat, "una radiació recomanada" per a la realització del metre. Amb la finalitat de delinear el metre, el BIPM actualment considera la longitud d'ona làser de HeNe ha de ser de la següent manera: λHeNe = 632,991,212.58 fm amb una incertesa estàndard relativa estimada (U) de 2,1×10−11. Aquesta incertesa és actualment un factor limitant en realitzacions de laboratori del metre, i que és diversos ordres de magnitud més pobres que el de la segona, sobre la base de rellotge atòmic de font de cesi (U = 5×10−16). Per tant, una realització del metre normalment és delineat (no definit) avui en dia als laboratoris com a 1.579.800,762042(33) longituds d'ona de la llum làser d'heli-neó en el buit, l'error indicat és només la de determinació de la freqüència. Aquesta notació en claus expressant l'error s'explica en l'article sobre la incertesa de mesura.
La realització pràctica del metre està subjecte a incerteses en la caracterització del medi, a diverses incerteses d'interferometria, i la incertesa en la mesura de la freqüència de la font. Un mitjà utilitzat de forma habitual és aire, i el National Institute of Standards and Technology ha creat una calculadora en línia per a convertir les longituds d'ona en el buit en longituds d'ona en l'aire. Segons la descripció realitzada pel NIST, en l'aire, les incerteses en la caracterització de la mitjana estan dominades pels errors en la recerca de la temperatura i la pressió. Els errors en les fórmules teòriques utilitzades són secundaris. En implementar una correcció de l'índex de refracció d'aquest tipus, una aproximació de la realització del metre pot ser implementada a l'aire, com per exemple, l'ús de la formulació del metre com a 1.579.800,762042(33) longituds d'ona de la llum làser d'heli-neó en el buit, i convertir les longituds d'ona en el buit a longituds d'ona en l'aire. Per descomptat, l'aire és només un possible mitjà a utilitzar en una realització del metre, i qualsevol buit parcial pot ser utilitzat, o alguna atmosfera inerta com el gas heli, sempre que les correccions apropiades per a l'índex de refracció s'implementin.

#### Mesura de longitud en metres
Encara que la mesura actualment està definida com a la longitud del camí recorregut per la llum en un temps donat, els mesuraments de la longitud practicats al laboratori en metres es va determinar comptant el nombre de longituds d'ona de la llum làser d'un dels tipus estàndard que s'ajusten a la longitud, i la conversió de la unitat seleccionada de longitud d'ona a metres. Hi ha tres factors principals que limiten la precisió assolible amb làser interferòmetres per a una mesura de longitud:
- La incertesa en la longitud d'ona de la font de buit,
- La incertesa en l'índex de refracció del medi,
- Valor mínim de la resolució de l'interferòmetre.

D'aquests, l'últim és peculiar del mateix interferòmetre. La conversió d'una longitud en longituds d'ona a una longitud en metres es basa en la relació:
{\displaystyle \lambda ={\frac {c}{nf}}\ }
que converteix la unitat de longitud d'ona {\displaystyle \lambda } en metres a c, la velocitat de la llum en el buit, en m/ s. Aquí n és l'índex de refracció del medi en què es realitza el mesurament, i f és la freqüència de mesura de la font. Tot i que la conversió de longituds d'ona a metres introdueix un error addicional en la longitud total a causa d'errors de mesura en la determinació de l'índex de refracció i la freqüència, la mesura de la freqüència és una de les mesures més precises disponibles.

### Evolució de la definició del metre
- 8 de maig del 1790: l'Assemblea Nacional Francesa va decidir que la longitud del nou metre ha de ser igual a la longitud d'un pèndol amb un semiperíode d'un segon.[25]
- 26 de març del 1791: l'Assemblea Nacional Francesa accepta la proposta de l'Acadèmia Francesa de les Ciències i decreta que la nova definició del metre sigui igual a una deumilionèssima part de la longitud d'un quart del meridià terrestre. A partir de llavors en començarà a mesurar un arc de meridià entre Dunkerque i Barcelona que serviria de base a la nova definició del metre.[25]
- 1795: el mes de juliol es construeix un patró provisional en llautó i és enviat al Comitè d'Instrucció Pública.[25]
- 10 de desembre del 1799: l'Assemblea Nacional Francesa estableix per llei el prototip del metre com a patró de les mesures de longitud a la República. El prototip definitiu havia estat presentat el 22 de juny del 1799, era un regle pla construït en platí i de secció rectangular, aquest primer prototip definitiu va ser dipositat a l'Arxiu Nacional de França.[25]
- 28 de setembre del 1889: la primera Conferència General de Pesos i Mesures (CGPM) que se celebra a París, defineix el metre com la distància entre dues línies marcades en una barra de platí amb el 10% d'iridi mesurada en a la temperatura de fusió del gel.[26]
- 6 d'octubre del 1927: la 7a CGPM ajusta la definició del metre com la distància a 0 °C entre els eixos de dues línies centrals marcades sobre la barra de platí-iridi del prototip, amb la barra sotmesa a unes condicions estàndards de pressió atmosfèrica i suportada per dos cilindres de com a mínim un centímetre de diàmetre posats de manera simètrica al mateix pla horitzontal i a una distància de 571 mil·límetres entre ambdós.[27]
- 20 d'octubre del 1960: l'11a CGPM va definir el metre com a 1.650.763,73 vegades la longitud d'ona en el buit de la radiació que correspon a la transició entre els nivells quàntics 2p¹⁰ i 5d⁵ de l'àtom de criptó-86.[28][29]
- 21 d'octubre del 1983: la 17a reunió de la CGPM va establir la definició actual del metre, la longitud recorreguda per la llum en el buit en un temps d'1/299.792.458 segon. Aquesta definició té l'avantatge que la velocitat de la llum al buit és una constant física fonamental, cosa que fa la definició del metre independent de qualsevol objecte material de referència.[30]

| Base de la definició | Data | Incertesa absoluta | Incertesa relativa |
| --- | ---- | ------------------ | ------------------ |
| 1⁄10,000,000 part de la quarta part d'una mesura astronòmica meridià de Bessel (443,44 línies)                                | 1792 | 0.5–0.1 mm         | 10-4               |
| 1⁄10,000,000 part de la quarta part d'un meridià, mesura per Delambre i Méchain (443,296 línies)                              | 1795 | 0.5–0.1 mm         | 10-4               |
| Primer prototipus delMetre des Archives, la barra de platí estàndard                                                          | 1799 | 0.05–0.01 mm       | 10-5               |
| Barra de platí-iridi al punt de fusió del gel(1r CGPM)                                                                        | 1889 | 0.2–0.1 µm         | 10-7               |
| Barra de platí-iridi al punt de fusió del gel, pressió atmosfèrica, atmospheric pressure, recolzada per dos corrons (7è CGPM) | 1927 | n.a.               | n.a.               |
| Transició atòmica hiperfina; 1,650,763.73 longituds d'ona de la llum d'una transició especificat en kriptó-86 (11è CGPM)      | 1960 | 0.01–0.005 µm      | 10-8               |
| Longitud de la trajectòria recorreguda per la llum en el buit en 1⁄299,792,458 de segon (17a CGPM)                            | 1983 | 0.1 nm             | 10-10              |

### La mesura del metre a Catalunya
Alguns dels punts des dels que Méchain i el seu equip van fer les triangulacions a Barcelona van ser: la torre del castell de Montjuïc, la torre de Sant Iu de la catedral, el fanal (antic far i avui torre del rellotge del moll de pescadors) del port, la torre de Sant Joan (dins l'antiga ciutadella). Fora de la ciutat, el Mont Matas, Puig Rodós, Matagalls, Puigsacalm, Rocacorba, Mare de Déu del Mont, i Puig de l'Estella. La base de triangulació (aresta de triangle) es va mesurar sobre la recta que uneix Perpinyà i Salses (carretera D900).
Barcelona recorda la gesta de la mesura de l'arc de meridià entre Barcelona i Dunkerque, i del metre com unitat de mesura de distància, amb un monument aixecat el 1992 al centre de la plaça de les Glòries catalanes, a la intersecció de la Gran via de les Corts catalanes, l'avinguda Diagonal i l'avinguda Meridiana. El monument és obra de François Scali i Alain Domingo i va ser una donació de l'Ajuntament de Dunkerque a Barcelona per commemorar el bicentenari de l'inici de la mesura del Meridià en l'any dels Jocs Olímpics del 1992. A l'extrem nord del monument, que representa el perfil de la terra seguint el meridià entre les dues ciutats, una placa mostra fórmules involucrades en la triangulació geodèsica, un mapa amb el meridià de Paris entre Dunkerque (N 51° 2′ 9.20″) i Barcelona (N 41° 21′ 44.95″), amb tots els seus punts geodèsics i la següent inscripció en català, espanyol i francès:
| « | El 20 de juny de 1792 Jean Baptiste Délambre i Pierre Méchain començaren a mesurar el meridià de Paris entre Dunkerque i Barcelona. Aquesta operació, que serà objecte de sis anys de comprovacions trigonomètriques, permetrà calcular la circumferència de la Terra i determinar el metre com deumilionèsima part del quadrant de meridià terrestre. | » |

## Equivalències amb altres unitats
| Unitats mètriques expressades en Sistema no Internacional | Unitats mètriques expressades en Sistema no Internacional | Unitats mètriques expressades en Sistema no Internacional | Unitats mètriques expressades en Sistema no Internacional | Unitats mètriques expressades en Sistema no Internacional | Unitats no Internacionals expressades en Sistema Internacional | Unitats no Internacionals expressades en Sistema Internacional | Unitats no Internacionals expressades en Sistema Internacional | Unitats no Internacionals expressades en Sistema Internacional | Unitats no Internacionals expressades en Sistema Internacional |
| --------------------------------------------------------- | --------------------------------------------------------- | --------------------------------------------------------- | --------------------------------------------------------- | --------------------------------------------------------- | -------------------------------------------------------------- | -------------------------------------------------------------- | -------------------------------------------------------------- | -------------------------------------------------------------- | -------------------------------------------------------------- |
| 1 metre                                                   | ≈                                                         | 39,37                                                     | polzades                                                  |                                                           | 1 polzada                                                      | =                                                              | 0,0254                                                         | metres                                                         |                                                                |
| 1 centímetre                                              | ≈                                                         | 0,3937                                                    | polzades                                                  |                                                           | 1 polzada                                                      | =                                                              | 2,54                                                           | centímetres                                                    |                                                                |
| 1 mil·límetre                                             | ≈                                                         | 0,03937                                                   | polzades                                                  |                                                           | 1 polzada                                                      | =                                                              | 25,4                                                           | mil·límetres                                                   |                                                                |
| 1 metre                                                   | =                                                         | 1×10¹⁰                                                    | Àngstrom                                                  |                                                           | 1 Àngstrom                                                     | =                                                              | 1×10-10                                                        | metres                                                         |                                                                |
| 1 nanòmetre                                               | =                                                         | 10                                                        | Ångström                                                  |                                                           | 1 Àngstrom                                                     | =                                                              | 100                                                            | picòmetres                                                     |                                                                |

En aquesta taula, polzada (inch en anglès) s'usa en el sentit de polzada internacional, amb conversions aproximades a la columna de l'esquerra tant per unitats internacionals com no internacionals.
"≈" significa "és aproximadament igual a";
"≡" significa "igual per definició" o "és exactament igual a."
| 1 metre equival a                      | 1 metre equival a                      |
| -------------------------------------- | -------------------------------------- |
| * 0,000 000 000 000 000 000 000 001 Ym | * 10 dm                                |
| * 0,000 000 000 000 000 000 001 Zm     | * 100 cm                               |
| * 0,000 000 000 000 000 001 Em         | * 1 000 mm                             |
| * 0,000 000 000 000 001 Pm             | * 1 000 000 µm                         |
| * 0,000 000 000 001 Tm                 | * 1 000 000 000 nm                     |
| * 0,000 000 001 Gm                     | * 10 000 000 000 Å                     |
| * 0,000 001 Mm                         | * 1 000 000 000 000 pm                 |
| * 0,0001 Mam                           | * 1 000 000 000 000 000 fm             |
| * 0,001 km (antigament Km)             | * 1 000 000 000 000 000 000 am         |
| * 0,01 hm (antigament Hm)              | * 1 000 000 000 000 000 000 000 zm     |
| * 0,1 dam (antigament Dm)              | * 1 000 000 000 000 000 000 000 000 ym |